# ヨッヘン・マス
ヨッヘン・リヒャルト・マス（Jochen Richard Mass、1946年9月30日 - 2025年5月4日） は、ドイツのレーシングドライバーである。1989年ル・マン24時間レース覇者。バイエルン州ドルフェン出身。

## 経歴

### キャリア初期
レーシングドライバーに転向する前、マスは船乗りだった。マスは当初からツーリングカーレースを得意としており、ヨーロッパツーリングカー選手権、イギリスツーリングカー選手権などに参戦し勝利を記録した。特に1972年のヨーロッパツーリングカー選手権では5勝を挙げた。
一方、イギリス・F3選手権、ドイツ・F3選手権などのフォーミュラカー・レースにも参戦し、1973年のヨーロッパF2選手権では2勝でシリーズ2位となった。

### F1
ツーリングカーレースへの参戦を続ける一方、それまでの活躍が評価され、1973年にはF1にサーティースからスポット参戦した。翌1974年より正規シートを得るが、マシンの競争力に苦しんだマスは、無得点のままシーズン途中でチームを離脱した。

#### マクラーレン時代

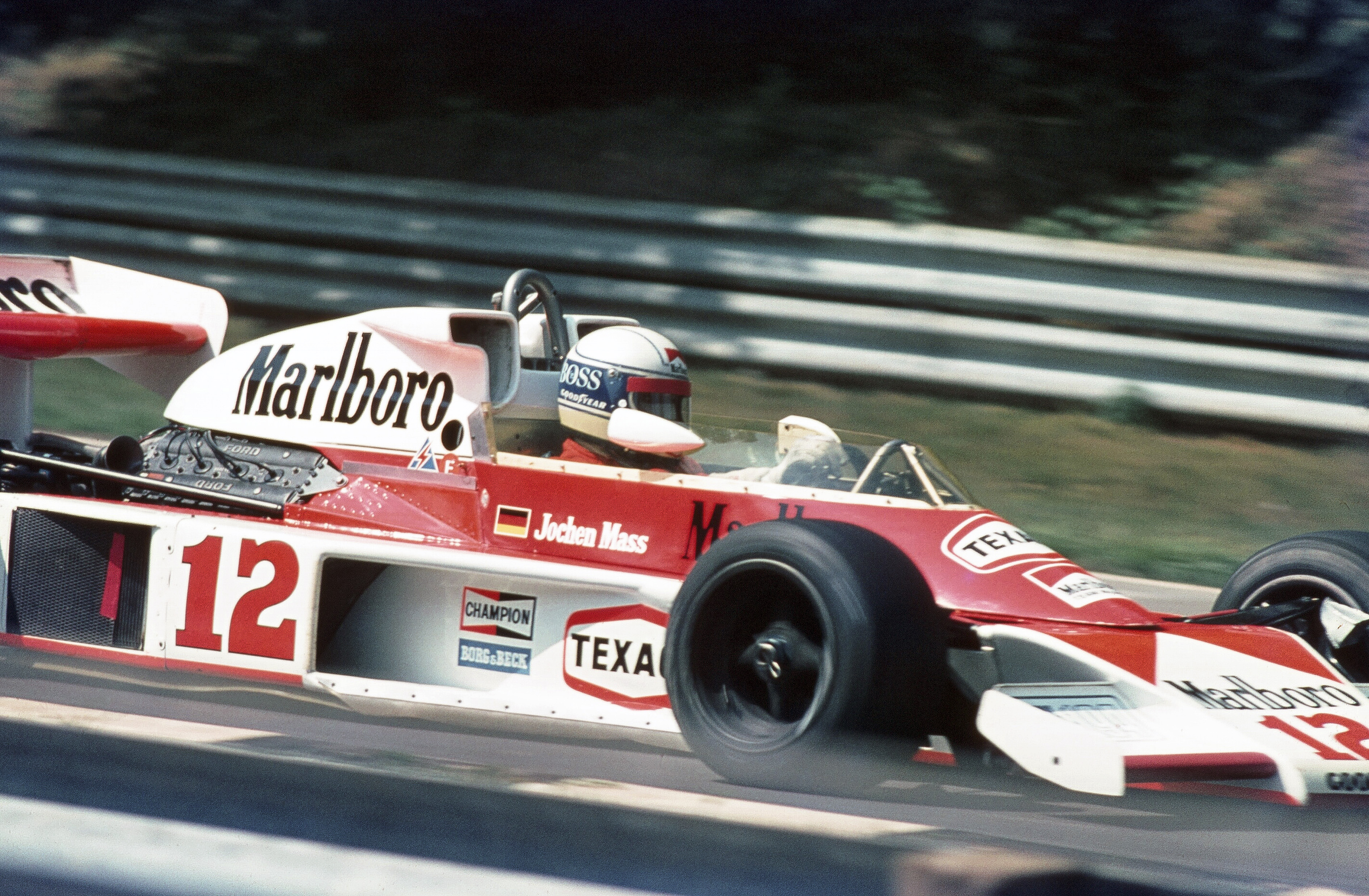
マクラーレン・M23をドライブするマス（1976年イギリスグランプリ）

サーティース離脱後は2レースを欠場の後、終盤2戦よりマクラーレンから出走した。
1975年はマクラーレンよりフル参戦、前年のワールドチャンピオンであるエマーソン・フィッティパルディが完全ナンバー1ドライバーであったが、マスは第2戦ブラジルGPで3位で初入賞を記録し、続く第3戦南アフリカGPでも6位に入賞し着実に結果を重ねた。
第4戦スペインGPでは、予選11位から優勝した。クラッシュの多発により、大幅に短縮されたレースだったが、打ち切り直前にジャッキー・イクスを抜いての勝利だった。これはマス唯一のF1での勝利であり、17年後の1992年ベルギーGP（ミハエル・シューマッハ）まで、ドイツ人がF1で優勝することはなかった。マスは全14戦中8戦で6位以内でチェッカーを受け、ドライバーズ・ランキング8位でシーズンを終えた。
1976年、フィッティパルディが自身のチームを立ち上げてマクラーレンを去り、後任に若いイギリス人ジェームス・ハントが移籍加入しマスのチームメイトとなった。マスは前年と同じく着実に6位以内で完走しチームにポイントをもたらし続けていたが、ハントが粗削りだが優勝かリタイアかというレースでニキ・ラウダとチャンピオン争いを展開するシーズンとなり、最終的に同年のワールド・チャンピオンを獲得。マスは着実ではあったが、ドライバーズ・ランキング9位で終了となり、パドックの関係者からはチームのナンバー2ドライバーとして認識された。
1977年もマクラーレンに残留したが、新型M26の熟成に時間を要したことと、前作であるM23が依然高い戦闘力を示していたことで、M26への完全移行が遅れ、M26ではリタイヤが増加した。加えて第16戦カナダグランプリでは、ハントがマスを周回遅れにしようとした際に追突し、ハントは勝利を逃した。リタイヤしたハントは激昂し、周回を続けるマスに拳を振り上げ、なだめようとしたコースマーシャルを殴り倒した。この件でハントには合計2750ドルの罰金が課せられるという不協和音も生じた。ハントの来季チーム残留は決まっていたことから、マクラーレンは新たにパトリック・タンベイの加入を決定し、マスは放出された。
マスはマクラーレンに在籍した3シーズンで、前述した1勝に加えて2度のファステストラップ、ランキング最高位（1977年の6位）とキャリアベストの全てをマクラーレン在籍中に記録。コンスタントに入賞する走りから、「ベストセカンドドライバー」と評価された。

#### 1978年以後
マクラーレン離脱後は、下位・中堅チームを渡り歩いた。1978年はドイツのATSに移籍したが、最高位7位でノーポイントに終わった。3度の予選落ちも経験し、失望したマスは終盤3レースを残してチームから離脱した。
1979年はアロウズに移籍し、3度の6位入賞を果たした。マクラーレン離脱後では最も入賞回数の多いシーズンとなったが、第14戦カナダGP・最終戦アメリカ東GPの終盤2戦では、連続で予選落ちを喫した。1980年もアロウズに残留し、4位1回・6位1回で4ポイントを獲得した。
1981年はF1を離れツーリングカーレースに専念。1982年にマーチ・821を使用するマーチ・グランプリ（マーチ・エンジニアリングとは別組織のプライベイトチーム）からF1に復帰したが、第5戦ベルギーGP予選ではジル・ヴィルヌーヴとの接触事故(後述)に遭遇。決勝最高位は第10戦終了時で7位に留まっていた。第11戦フランスGPでは決勝レース序盤の11周目、長い直線「ミストラル」をぬけた後の右高速コーナー・シーニュの進入でイン側にラインを取りマスを抜こうとしたアロウズのマウロ・バルディと接触したマスのマシンは横転し、高速で頭上を下に向けたまま観客席防護ネットに突き刺さる大クラッシュとなった。幸運だったのは出火が無く、マスが軽傷で救出されたのが不思議と思えるような大きい事故であったが、これを最後にF1から引退することを決め、シーズン途中であったがチームから離脱した。その大きな理由は「5月に友人でもあるジルが亡くなった時、私は彼の幼い子供や奥さんがとても悲しいだろうととてもつらく、受け入れることが困難だったがF1を続けた。我々はレーサーです。事故に遭った当人にとってはつらい事ではないのです。しかし取り残された人々にとってはつらい事です。その2か月後に私自身がこの事故に遭い、ジルとあまりにも似ているようにマシンが空を飛び、ネットに突き刺さった。空を飛んでいるときはスローモーションのように美しく、今までの人生と子供たちの姿がゆっくりと夢のように流れた。私の家族もジルの家族と同じ試練を経験したかも知れなかったという厳しい現実を痛感した。」と述べている。
以後、マスは世界耐久選手権（グループC）やツーリングカー選手権への参戦に専念することとなった。

### スポーツカーレース

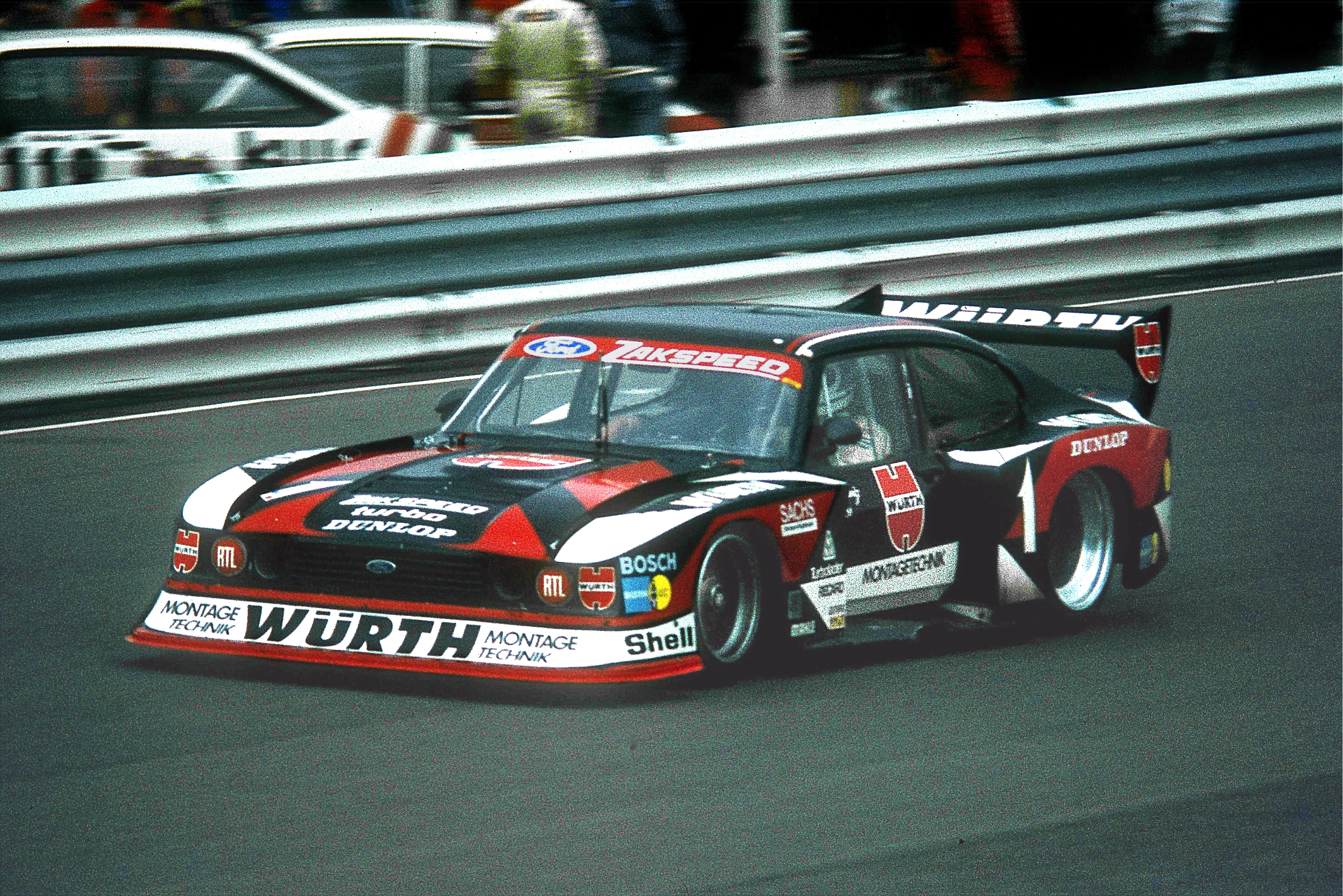
マスがドライブするフォード・カプリターボ（グループ5仕様、1980年）

マスはF1参戦中も、ヨーロッパツーリングカー選手権、世界メーカー選手権など、スポーツカーレースに参戦を続けていた。1978年からはポルシェで活躍し、1987年までの在籍期間に多くのカテゴリーで勝利を記録した。1987年には、ボビー・レイホールとのコンビでセブリング12時間レースに勝利した。
ポルシェが撤退するとザウバーに移籍し、メルセデスをドライブした。1989年には、1972年より参戦していたル・マン24時間レースでマニュエル・ロイター、スタンレー・ディケンズとのトリオで初勝利を挙げた。
1990年、メルセデス・ベンツはドライバー育成プログラムとして、前年までF3ドライバーだったミハエル・シューマッハ、カール・ヴェンドリンガー、ハインツ＝ハラルド・フレンツェンを交替でスポーツカー世界選手権に参戦させたが、マスはこの3人のパートナーとして全戦に参戦した。

### 死去
2025年2月、脳卒中を発症し、同年5月4日、カンヌで死去した。78歳没。

## 逸話

### ヴィルヌーヴの死亡事故
1982年第5戦ベルギーGPの予選終盤において、アタックを終えスロー走行をしていたマスと、タイムアタックをしていたジル・ヴィルヌーヴがS字で遭遇。ヴィルヌーヴに走行ラインを譲ろうとしたマスと、マスを抜こうとしたヴィルヌーヴは同方向（右）に動いてしまい、ヴィルヌーヴのフェラーリは、マスのマーチに乗り上げ宙を舞った。
フェラーリは落下の衝撃で大破し、マシンから投げ出されたヴィルヌーヴは死亡。死亡事故の当事者となってしまったマスだが、この接触においては当時から「ヴィルヌーヴのドライビングミス」「レーシングアクシデント」とされた。ヴィルヌーヴが前戦サンマリノGP終了後より、ディディエ・ピローニとの確執から非常に苛立っていて、無理な予選アタックを行なったことも明らかとなり、マスが責められることはなかった。

### 人物
恩師としてシューマッハを育てた事に誇りを持っており、しばしば彼の事を話していた。

## レース戦績

### ドイツ・フォーミュラ3選手権
| 年     | エントラント | シャーシ       | エンジン | 1     | 2    | 3   | 4   | 5   | 6      | 7   | 8   | 順位 | ポイント |
| ------ | ------------ | -------------- | -------- | ----- | ---- | --- | --- | --- | ------ | --- | --- | ---- | -------- |
| 1971年 | Jochen Mass  | ブラバム・BT35 | フォード | NÜR   | BRE  | DIE | NIE | KAS | MEN 1  |     |     | 10位 | 20       |
| 1972年 | Autozeitung  | マーチ・723    | フォード | NÜR 9 | NÜR2 | SAL | HOC | FRE | NÜR3 1 | KAS | ZOL | 9位  | 22       |

### F1
| 年     | 所属チーム              | シャシー | 1       | 2       | 3       | 4       | 5       | 6       | 7       | 8       | 9       | 10      | 11      | 12      | 13      | 14      | 15      | 16      | 17      | WDC       | ポイント |
| ------ | ----------------------- | -------- | ------- | ------- | ------- | ------- | ------- | ------- | ------- | ------- | ------- | ------- | ------- | ------- | ------- | ------- | ------- | ------- | ------- | --------- | -------- |
| 1973年 | サーティース            | TS14A    | ARG     | BRA     | RSA     | ESP     | BEL     | MON     | SWE     | FRA     | GBR Ret | NED     | GER 7   | AUT     | ITA     | CAN     | USA Ret |         |         | NC (24位) | 0        |
| 1974年 | サーティース            | TS16     | ARG Ret | BRA 17  | RSA Ret | ESP Ret | BEL Ret | MON DNS | SWE Ret | NED Ret | FRA Ret | GBR 14  | GER Ret |         |         |         |         |         |         | NC (23位) | 0        |
| 1974年 | マクラーレン            | M23      |         |         |         |         |         |         |         |         |         |         |         | AUT     | ITA     | CAN 16  | USA 7   |         |         | NC (23位) | 0        |
| 1975年 | テキサコ (マクラーレン) | M23      | ARG 14  | BRA 3   | RSA 6   | ESP 1‡  | MON 6   | BEL Ret | SWE Ret | NED Ret | FRA 3   | GBR 7   | GER Ret | AUT 4‡  | ITA Ret | USA 3   |         |         |         | 8位       | 20       |
| 1976年 | マクラーレン            | M23      | BRA 6   | RSA 3   | USW 5   | ESP Ret | BEL 6   | MON 5   | SWE 11  | FRA 15  | GBR Ret | GER 3   | AUT 7   |         | ITA Ret | CAN 5   | USA 4   | JPN Ret |         | 9位       | 19       |
| 1976年 | マクラーレン            | M26      |         |         |         |         |         |         |         |         |         |         |         | NED 9   |         |         |         |         |         | 9位       | 19       |
| 1977年 | マクラーレン            | M23      | ARG Ret | BRA Ret | RSA 5   | USW Ret | ESP 4   | MON 4   | BEL Ret | SWE 2   | FRA 9   |         |         |         |         |         |         |         |         | 6位       | 25       |
| 1977年 | マクラーレン            | M26      |         |         |         |         |         |         |         |         |         | GBR 4   | GER Ret | AUT 6   | NED Ret | ITA 4   | USA Ret | CAN 3   | JPN Ret | 6位       | 25       |
| 1978年 | ATS                     | HS1      | ARG 11  | BRA 7   | RSA Ret | USW Ret | MON DNQ | BEL 11  | ESP 9   | SWE 13  | FRA 13  | GBR NC  | GER Ret | AUT DNQ | NED DNQ | ITA     | USA     | CAN     |         | NC (24位) | 0        |
| 1979年 | アロウズ                | A1       | ARG 8   | BRA 7   | RSA 12  | USW 9   | ESP 8   | BEL Ret | MON 6   |         |         |         |         |         |         |         |         |         |         | 18位      | 3        |
| 1979年 | アロウズ                | A2       |         |         |         |         |         |         |         | FRA 15  | GBR Ret | GER 6   | AUT Ret | NED 6   | ITA Ret | CAN DNQ | USA DNQ |         |         | 18位      | 3        |
| 1980年 | アロウズ                | A3       | ARG Ret | BRA 10  | RSA 6   | USW 7   | BEL Ret | MON 4   | FRA 10  | GBR 13  | GER 8   | AUT DNQ | NED DNS | ITA     | CAN 11  | USA Ret |         |         |         | 17位      | 4        |
| 1982年 | マーチ                  | 821      | RSA 12  | BRA 8   | USW 8   | SMR     | BEL Ret | MON DNQ | DET 7   | CAN 11  | NED Ret | GBR 10  | FRA Ret | GER     | AUT     | SUI     | ITA     | CPL     |         | NC (28位) | 0        |

- 太字はポールポジション、斜字はファステストラップ。(key)
- ‡ 印はハーフポイント。レース周回数が75%未満で終了したため、得点が半分となる。

### 世界耐久選手権/世界スポーツプロトタイプカー選手権/スポーツカー世界選手権
| 年     | チーム                         | 使用車両                 | クラス | 1      | 2       | 3       | 4       | 5       | 6       | 7       | 8     | 9       | 10    | 11    | 順位 | ポイント |
| ------ | ------------------------------ | ------------------------ | ------ | ------ | ------- | ------- | ------- | ------- | ------- | ------- | ----- | ------- | ----- | ----- | ---- | -------- |
| 1982年 | ロスマンズ・ポルシェ・システム | ポルシェ・956            | C      | MNZ    | SIL     | NÜR     | LMN 2   | SPA 1   | MUG     | FSW 1   | BRH   |         |       |       | 7位  | 55       |
| 1983年 | ロスマンズ・ポルシェ AG        | ポルシェ・956            | C      | MNZ 2  | SIL Ret | NÜR 1   | LMN Ret | SPA 1   | FSW 2   | KYA 3   |       |         |       |       | 3位  | 82       |
| 1984年 | ロスマンズ・ポルシェ AG        | ポルシェ・956            | C1     | MNZ 2  | SIL 1   | LMN     | NÜR 7   |         | MOS 1   | SPA 2   |       | FSW 2   | KYA   | SAN 2 | 2位  | 127      |
| 1984年 | ヨースト・レーシング           | ポルシェ・956            | C1     |        |         |         |         | BRH 2   |         |         | IMO 3 |         |       |       | 2位  | 127      |
| 1985年 | ロスマンズ・ポルシェ AG        | ポルシェ・962C           | C1     | MUG 1  | MNZ 4   | SIL 1   | LMN 10  | HOC Ret | MOS 2   | SPA Ret | BRH 2 | FSW Ret | SHA 1 |       | 3位  | 101      |
| 1986年 | ロスマンズ・ポルシェ AG        | ポルシェ・962C           | C1     | MNZ 6  | SIL Ret | LMN Ret | NOR     | BRH     | JER     | NÜR Ret | SPA 7 | FSW     |       |       | 44位 | 10       |
| 1987年 | ロスマンズ・ポルシェ AG        | ポルシェ・962C           | C1     | JAR    | JER Ret | MNZ 6   | SIL 4   | LMN Ret |         |         |       |         |       |       | 8位  | 58       |
| 1987年 | ブルン・モータースポーツ       | ポルシェ・962C           | C1     |        |         |         |         |         | NOR 2   | BRH 5   | NÜR 3 | SPA 3   | FSW 4 |       | 8位  | 58       |
| 1988年 | チーム・ザウバー メルセデス    | ザウバー・C9             | C1     | JER 1  | JAR     | MNZ 2   | SIL 2   | LMN DNS | BRN 1   | BRH Ret | NÜR 1 | SPA 3   | FSW 5 | SAN 1 | 5位  | 108      |
| 1989年 | チーム・ザウバー メルセデス    | ザウバー・C9             | C1     | SUZ 2† | DIJ 2   | JAR 1   | BRH 3   | NÜR 1   | DON 1   | SPA Ret | MEX 1 |         |       |       | 2位  | 107      |
| 1990年 | チーム・ザウバー メルセデス    | メルセデス・ベンツ・C11  | C1     | SUZ 2  | MNZ 2   | SIL DNQ | SPA 1   | DIJ 2   | NÜR 2   | DON 2   | MTL 9 | MEX 1   |       |       | 3位  | 48       |
| 1991年 | チーム・ザウバー メルセデス    | メルセデス・ベンツ・C11  | C2     | SUZ 2  | MNZ 3   | SIL 4   | LMN Ret |         |         |         |       |         |       |       | 7位  | 45       |
| 1991年 | チーム・ザウバー メルセデス    | メルセデス・ベンツ・C291 | C1     |        |         |         |         | NÜR Ret | MAG Ret | MEX Ret | AUT 5 |         |       |       | 7位  | 45       |

- 太字はポールポジション、斜字はファステストラップ。(key)
- † : 必要な周回数を満たさなかったためにポイントは加算されない。

### ル・マン24時間レース
| ル・マン24時間レース 結果 | ル・マン24時間レース 結果                                 | ル・マン24時間レース 結果                   | ル・マン24時間レース 結果 | ル・マン24時間レース 結果 | ル・マン24時間レース 結果 | ル・マン24時間レース 結果 | ル・マン24時間レース 結果 |
| 年                        | チーム                                                    | コ・ドライバー                              | 使用車両                  | クラス                    | 周回                      | 順位                      | クラス 順位               |
| ------------------------- | --------------------------------------------------------- | ------------------------------------------- | ------------------------- | ------------------------- | ------------------------- | ------------------------- | ------------------------- |
| 1972年                    | フォード・モーターカンパニー・ドイッチュラント            | ハンス＝ヨアヒム・スタック                  | フォード・カプリ 2600RS   | T 3.0                     | 152                       | DNF                       | DNF                       |
| 1978年                    | マルティーニ・レーシング ポルシェ・システム               | ジャッキー・イクス アンリ・ペスカロロ       | ポルシェ・936/78          | S +2.0                    | 255                       | DNF                       | DNF                       |
| 1981年                    | ポルシェ・システム                                        | ヴァーン・シュパン ハーレイ・ヘイウッド     | ポルシェ・936             | S +2.0                    | 312                       | 12位                      | 2位                       |
| 1982年                    | ロスマンズ ポルシェ・システム                             | ヴァーン・シュパン                          | ポルシェ・956             | C                         | 320                       | DNF                       | DNF                       |
| 1983年                    | ロスマンズ ポルシェ AG                                    | ステファン・ベロフ                          | ポルシェ・956             | C                         | 354                       | 6位                       | 6位                       |
| 1985年                    | ロスマンズ ポルシェ AG                                    | ジャッキー・イクス                          | ポルシェ・962C            | C1                        | 360                       | 6位                       | 6位                       |
| 1986年                    | ロスマンズ ポルシェ AG                                    | ボブ・ウォレク ヴァーン・シュパン           | ポルシェ・962C            | C1                        | 180                       | DNF                       | DNF                       |
| 1987年                    | ロスマンズ ポルシェ AG                                    | ボブ・ウォレク ヴァーン・シュパン           | ポルシェ・962C            | C1                        | 16                        | DNF                       | DNF                       |
| 1988年                    | チーム・ザウバー・メルセデス                              | ジェームス・ウィーバー マウロ・バルディ     | ザウバー・C9-メルセデス   | C1                        | 0                         | DNS                       | DNS                       |
| 1989年                    | チーム・ザウバー・メルセデス                              | マヌエル・ロイター スタンレー・ディケンズ   | ザウバー・C9-メルセデス   | C1                        | 389                       | 1位                       | 1位                       |
| 1991年                    | チーム・ザウバー・メルセデス                              | ジャン＝ルイ・シュレッサー アラン・フェルテ | メルセデス・ベンツ・C11   | C2                        | 319                       | DNF                       | DNF                       |
| 1995年                    | ウェスト・コンペティション デビッド・プライス・レーシング | ジョン・ニールセン トマス・ブシャー         | マクラーレン・F1-GTR      | GT1                       | 131                       | DNF                       | DNF                       |